# Saharalärka

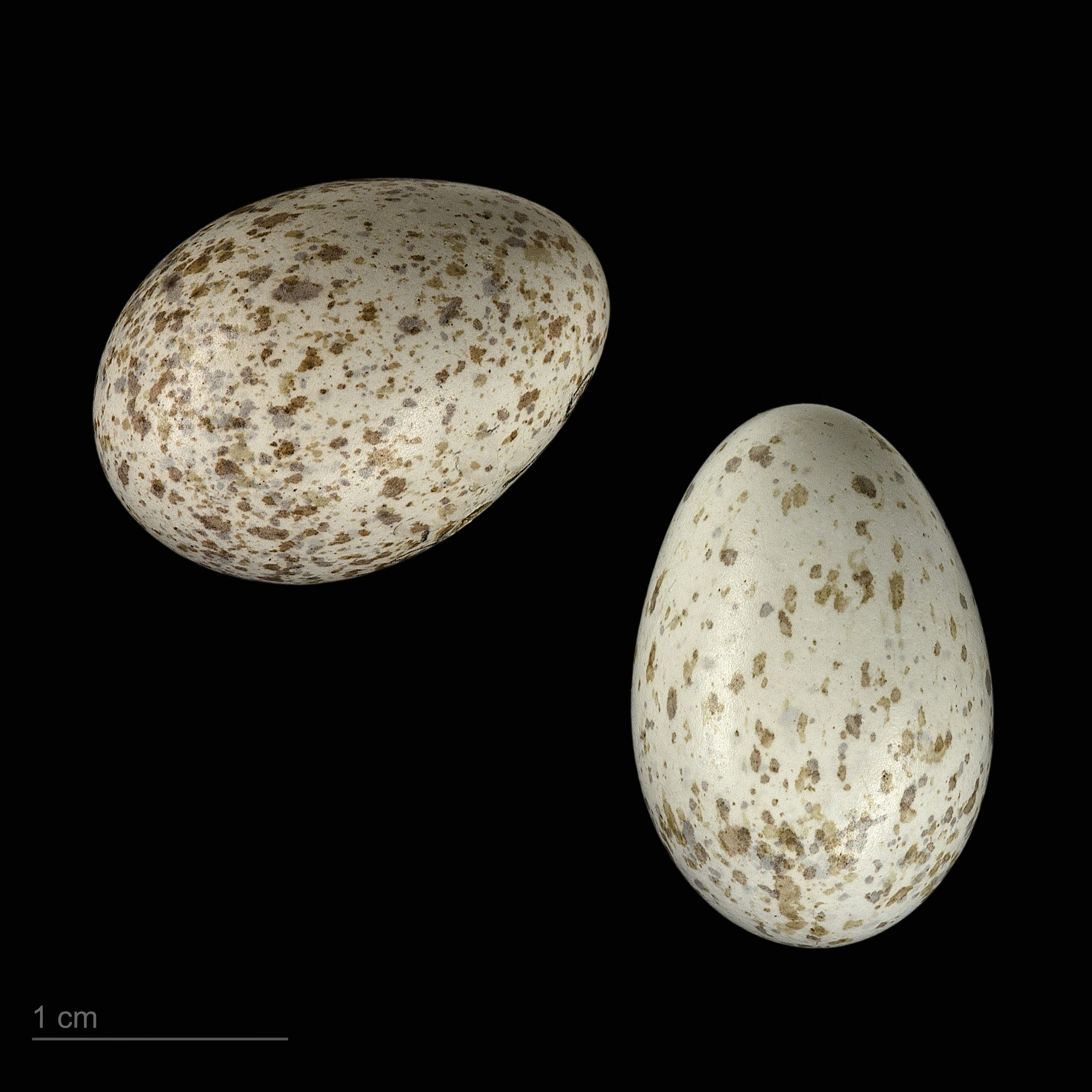
Eremalauda dunni

Saharalärka (Eremalauda dunni) är en fågel i familjen lärkor inom ordningen tättingar som förekommer i Nordafrika. Den inkluderade tidigare arablärkan (E. eremodites), då med svenska namnet streckad ökenlärka.

## Kännetecken

### Utseende
Saharalärka är en satt lärka med stort huvud och breda vingar, 14–15 centimeter i längd och 25–30 centimeter i vingbredd. Ovansidan är blekt sandbrun med mörkare strimmor. Undersidan är vitaktig med några mörka streck på bröstet. Över ögat syns ett blekt ögonbrynsstreck och likaså en blek ögonring. Den har även ett mörkt mustaschstreck och en mörk fläck under ögat. Den korta och breda stjärten är svart, men med rostbruna fjädrar i mitten och blekare yttre stjärtfjädrar. Näbben är stor, kraftig och blekrosa eller gulaktig. Efter ruggning blir fågeln dovare i färgerna och de mörka strecken blir mer slitna.
Närbesläktade arablärkan, tidigare inkluderad i arten, skiljer sig från populationen i Afrika genom större storlek, kraftigare ansiktsteckning, mörkare streckning på huvudet samt mer rostfärgad grundfärg med grå anstrykning ovan.

### Läten
Sången är en skramlig ramsa med korta visselfraser. Hanen sjunger antingen från marken eller i flykten när den ryttlar 30 meter eller mer ovanför marken.

## Utbredning och systematik
Saharalärkan förekommer i södra kanten av Sahara, från Mauretanien till Mali, Tchad och Sudan. Den har även påträffats i Marocko.
Tidigare inkluderades arablärkan (E. eremodites) i arten, då med det svenska namnet streckad ökenlärka, men urskiljs allt oftare som egna arter. 

### Släktskap
Damaralärka placerades tidigare som systerart, men har flyttats till släktet Spizocorys. Länge trodde man att arterna i Eremalauda stod nära de övriga ökenlärkorna i Ammomanes, men DNA-studier visar att de inte är nära släkt. Istället är Eremalauda förvånande nog systerart till den mycket annorlunda skymningslärkan (Chersophilus duponti).

## Ekologi
Saharalärka påträffas i platta, arida områden med begränsad växtlighet som gräs och spridda buskar. Boet är en uppskrapad grop i marken som fodrats med växter. Däri lägger fågeln två till tre vita ägg med svarta och lavenderfärgade fläckar. De ruvas i 13–16 dagar.
Fågeln livnär sig av frön och insekter. Den födosöker på marken och gräver ibland med näbben. Utanför häckningstid rör den sig flockvis efter föda nomadiskt efter nedfall av regn.

## Status och hot
Internationella naturvårdsunionen IUCN kategoriserar arten som livskraftig.

## Namn
Fågelns vetenskapliga artnamn hedrar Henry Nason Dunn (1864-1952), kapten och kirurg i British Army, storviltsjägare och samlare av specimen i Sudan, Somaliland, Etiopien och Indien. Fågeln kallas på svenska även streckad ökenlärka.